# زاویه سیدی بنحمدون
زاویه سیدی بنحمدون (به فرانسوی: Zaouiat Sidi Ben Hamdoun) یک شهرک در مراکش است که در استان برشید واقع شده‌است. زاویه سیدی بنحمدون ۹٬۵۲۱ نفر جمعیت دارد.